# Staromieście
Staromieście – wieś (dawniej miasto) w Polsce położona w województwie śląskim, w powiecie częstochowskim, w gminie Lelów.
Staromieście uzyskało lokację miejską przed 1314 rokiem, zdegradowane około 1350 roku. W 1595 roku wieś Stare Miasto położona w powiecie lelowskim województwa krakowskiego była własnością miasta Lelowa. W latach 1975–1998 miejscowość administracyjnie należała do województwa częstochowskiego.

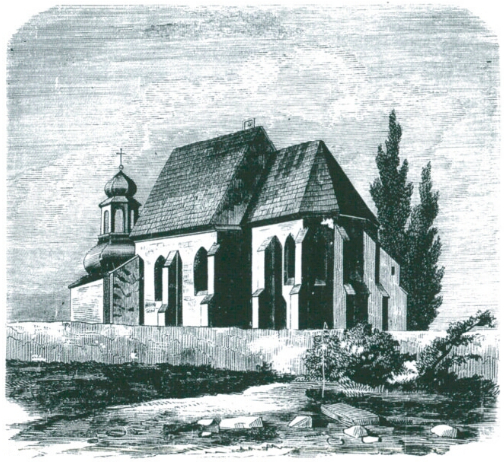
Kościół na drzeworycie z 1861 roku